# Pedro Aguirre Cerda
Pedro Abelino Aguirre Cerda (Pocuro, 6 febbraio 1879 – Santiago del Cile, 25 novembre 1941) è stato un politico, avvocato ed educatore cileno, presidente del Cile dal 24 dicembre 1938 alla morte, avvenuta il 25 novembre 1941.
Militante del Partito Radicale del Cile, durante il suo governo diede grande impulso all'istruzione; suo fu lo slogan gobernar es educar (in italiano: governare è educare).

## La formazione
Nacque a Pocuro, un piccolo paese prossimo alle Ande, il 6 febbraio del 1879, settimo di otto fratelli, e figlio di Juan Bautista Aguirre Campos e di Clarisa Cerda Escudero, una modesta coppia di contadini. Iniziò i suoi studi nella povera scuola rurale, e successivamente nel Liceo di San Felipe. In seguito, compì i suoi studi superiori nell'Instituto Pedagógico della Universidad de Chile, dove ottenne il titolo di professore di Castigliano e Filosofia nel 1900. Compì anche studi di Giurisprudenza nella stessa università, laureandosi nel 1904.
Nel 1910 viaggiò in Francia per specializzarsi in Diritto amministrativo e finanziario presso Università de La Sorbona, ed Economia politica e Legislazione sociale nel Collegio di Francia. Al suo ritorno nel 1914, svolse attività di professore nell'Instituto Nacional, nella Escuela de Suboficiales del Ejército e nel Liceo Barros Borgoño, per poi conseguire il posto di presidente della Sociedad Nacional de Profesores. Nel 1916 si sposò con Juana Rosa Aguirre Luco.

## L'inizio dell'attività politica
A 27 anni aderì alla massoneria, cosa che fu fondamentale per il successivo suo ingresso nel Partido Radical. Iniziò la sua carriera nel mondo politico con l'elezione a deputato nel 1915 per la provincia di San Felipe, Putaendo y Los Andes, e nuovamente nel 1928, ma per la provincia di Santiago. Nel 1921 fu eletto senatore per il distretto di Concepción. Il presidente Juan Luis Sanfuentes lo nominò ministro della Giustizia, Culto e Pubblica Istruzione, dando enfasi all'educazione. Durante il primo governo di Arturo Alessandri Palma, occupò il dicastero degli Interni.
Nel 1924 avvenne il cosiddetto “ruido de sables”, col successivo golpe militare che obbligò Aguirre Cerda a rinunciare al proprio incarico. Esule in Europa per la durata di un anno, tornò nel 1925, ma partì di nuovamente nel 1927. Durante i suoi periodi in Europa scrisse le opere El problema agrario e El problema industrial. Tornò definitivamente in Cile nel 1930.

## La presidenza
Nel 1936 si costituì il Frente Popular, raggruppamento d'opposizione al governo di Alessandri Palma, formato da socialisti, comunisti, democratici, e dalla Confederación de Trabajadores, alla quale poi si unirà il partito radicale. Nel 1938 vinse le elezioni presidenziali come candidato ufficiale della coalizione, battendo Gustavo Ross Santa María e Carlos Ibáñez del Campo. Fu eletto con il 50,46% dei voti, contro il 49,53% di Ross, suo principale avversario.
Molte le iniziative del suo governo: incaricò il poeta Pablo Neruda, suo sostenitore, di organizzare l'evacuazione dai campi profughi francesi di 2.000 esiliati spagnoli (Neruda saprà adempiere a questo compito attraverso un trasferimento via mare in Cile, utilizzando la nave Winnipeg); affrontò crisi come quella del terremoto che colpì Chillán nel 1939, causando seri danni; pose speciale enfasi nel combattere la povertà. Tuttavia, la sua principale meta fu quella di aumentare il tasso d'istruzione, creando scuole e propiziando l'assunzione di nuovi professori. Come sue opere si possono altresì enumerare la creazione della Corporación de Fomento de la Producción (CORFO), un organismo tecnico che segnò l'inizio di un moderno processo di industrializzazione, costruendo una serie di opere infrastrutturali che migliorarono la qualità della vita. Inoltre procedette all'allargamento della sovranità del Cile annettendosi il Territorio Antartico compreso tra il Mare di Drake e il Polo Sud, ossia tra il 52º e il 90º Ovest di Greenwich.
Nel 1940 comparvero i sintomi della tubercolosi che lo avrebbe ucciso. Morì il 25 novembre 1941, lasciando il potere al vicepresidente Jerónimo Méndez Arancibia, che convocò nuove elezioni presidenziali.